# 紹卡利斯基島

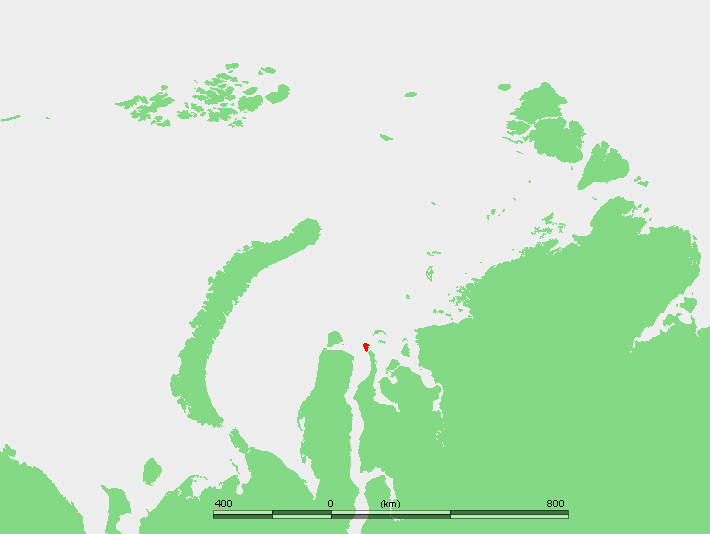

紹卡利斯基島是俄羅斯的島嶼，位於鄂畢河口東部的卡拉海，由亞馬爾-涅涅茨自治區負責管轄，長30公里、寬20公里，面積428平方公里，最高點海拔高度27米。
72°58′00″N 74°27′00″E / 72.966666667667°N 74.450000001°E